# Matriu de Hessenberg
En àlgebra lineal, una matriu de Hessenberg és una matriu "quasi" triangular. Per a ser més exactes, una matriu superior de Hessenberg només té zeros per sota de la primera subdiagonal, i una matriu inferior de Hessenberg  només té zeros per damunt de la primera superdiagonal.
Exemple de matriu de Hessenberg superior:
{\displaystyle {\begin{bmatrix}1&4&2&3\\3&4&1&7\\0&2&3&4\\0&0&1&3\\\end{bmatrix}}}
Exemple de matriu de Hessenberg inferior:
{\displaystyle {\begin{bmatrix}1&2&0&0\\5&2&3&0\\3&4&3&7\\5&6&1&1\\\end{bmatrix}}}

## Programació numèrica
Molts algoritmes d'àlgebra lineal requereixin significativament menys esforç computacional quan són aplicats a matrius triangulars, com és el cas de les matrius de Hessenberg.

## Propietats
El producte d'una matriu de Hessenberg amb una matriu triangular és una matriu de Hessenberg. Més concretament, si A és una matriu superior de Hessenberg i T és una matriu triangular superior, aleshores AT i TA són matrius superiors de Hessenberg.